# آرتمیس فاول و گروگانگیری
آرتمیس فاول و گروگانگیری نام اولین اثر از مجموعهٔ آرتمیس فاول است که برای اولین بار در سال ۲۰۰۱ توسط انتشارات Viking Press و بعدها توسط Puffin books و Hyperion books منتشر شد.

## داستان
ماجرا از اوایل قرن ۲۱ شروع می‌شود و آرتمیس نابغه و تبهکار تنها ۱۲ ساله‌است. ۲ سال پیش پدر او یعنی آرتمیس فاول اول که از غول‌های تجارت ایرلندی و رئیس امپراتوری فاول‌ها بود، خط کشتی‌رانی ای به مورمانسک باز می‌کند، اما در ساحل یخ زده آنجا ناپدید می‌شود. پس این وظیفهٔ آرتمیس فاول دوم است تاآیندهٔ مالی خانواده اش را تأمین کند و او این کار را به شیوهٔ مرموز و نادر خوذش انجام می‌دهد؛ یعنی گرفتن یک لپرکان.
در این حین، سروان هالی شورت از پلیس زیرزمین اجنه، برای مأموریتی به سطح زمین می‌آید (اجنه سال‌ها پیش به زیر زمین پناه بردند تا از شر اذیت و آزار انسان‌ها در امان باشند و تا آن موقع خود را از آن‌ها پنهان کرده بودند). بعد از این مأموریت معلوم می‌شود که هالی سال هاست که جادویش را نقویت نکرده؛ یکی از قدرت‌های اجنه جادو است که به وسیلهٔ آن شفا می‌دهند، با حیوانات حرف می‌زنند و خود را نامریی می‌کنند. فرمانده جولیوس روت، سریع به او اخطار می‌دهد تا جادویش را بازگرداند. و اجنه برای این کار باید بلوطی را در کنار آب روانی و زیر نور ماه دفن کنند. یکی از جادویی‌ترین محل‌های زمین هم در این داستان، ایرلند است.
پس هالی به یکی از محل‌های جادویی می‌رود. آرتمیس هم که بعد از تحقیقات فراوان بالاخره کتاب مقدس اجنه را بدست آورده و از تمامی قوانین آن‌ها اطلاع دارد، چهار ماه‌است انتظار یک جن را می‌کشد و بالاخره سروان شورت را به کمک محافظش باتلر گروگان می‌گیرد. او از اجنه ۱ تن طلای ی ۲۴ عیار می‌خواهد.
یکی از خصوصیات ذاتی اجنه این است که سخت پایبند قوانینند. طبق قوانینشان، هر گاه داراییشان به دست انسانی افتاد، دیگر مطعلق به او است. همچنین اگر بدون اجازه وارد ملک آدم‌ها بشوند، جادویشان را از دست می‌دهند. ولی تکنولوژی آن‌ها سال‌ها از انسان‌ها جلوتر است. اجنه به کانی‌ها بسیار علاقه‌مندند و نمی‌خواهند ۱ تن طلا را به کسی بدهند. پس آن‌ها معامله‌ای با آرتمیس می‌کنند: سروان شورت را پس می‌گیرند و آن یک تن طلا را به پسرک ایرلندی می‌دهند، اما می‌دانند که این طلا تا زمانی مطعلق به اوست که زنده باشد و پس از مرگش دوباره مطعلق به خودششان می‌شود، پس بعد از آمدن هالی، بیوبمبی را به طرف عمارت فاول می‌فرستند که کمترین مدرک و اثر را به جا می‌گذارد و در این زمان آن‌ها از تکنولوزی دیگرشان به نام ایست زمانی استفاده می‌کردند. آرتمیس چند ساعت قبل که هنوز در ایست زمانی بودند، آزمایشی را روی مادرش -آنجلین- انجام داد که خواب بود. او دریافت که در ایست زمانی، هر اتفاق طبیعی ای بیفتدروی وضعیت فیزیکی افراد تأثیری تمی گذارد، مگر این که به صورت غیرطبیعی آن اتفاق بیفتد پس او قبل از حملهٔ بیویمب، خودش، باتلر و خواهر او یعنی ژولیت را به‌طور غیر مصنوعی و با مواد شیمیایی بیهوش کرد، و این‌طور شد که آن‌ها از بیوبمب که عامل کشندهٔ طبیعی ای بود، سالم به دررفتند.

## کتاب مصور
کتاب مصور این جلد در سال ۲۰۰۷ منتشر شد که توسط جیووانی ریگانو طراحی و توسط پائولو لامانا رنگ آمیزی شده‌است.

## شخصیت‌های اصلی
آرتمیس فاول دوم نابفهٔ تبهکار ۱۲ ساله که برای بدست آوردن ثروت قوانین را زیر پا می‌گذارد، او وارث امپراتوری فاول بوده که ار چندین نسل قبل در راه‌های غیرقانونی قدم گذاشته‌اند. او در ابتدا شخصیتی منفی و خشک داشته و در طول مجموعه و بخاطر تأثیر اجنه و مادرش که برخلاف او و پدرش، زنی نوع دوست است، اخلاقش آنچنان تغییر می‌کند که در آخرین جلد قهرمان اصلی داستان می‌شود.
باتلر محافظ فوق قوی و غول پیکر آرتمیس که بیشتر از محافظ شخصی، نزدیکترین دوست اوست. باتلر به دنبال نقشه‌های موذیانهٔ رییسش به همه جا سفر کرده و یکی از افرادی است که بر روی مثبت شدن آرتمیس تأثیر می‌گذارد.
هالی شورت اولین سروان درجه دار زن پلیس زیرزمین است، او با شفا دادن باتلر، با این که طرف دشمنش بود، نظر آرتمیس را نسبت به جن و پری‌ها تغییر داد.
جولیوس روت فرماندهٔ پلیس زیر زمین و بالادست هالی، شخصیتی پدرانه نسبت به بقیه اجنه مخصوصاً هالی دارد، با وجود این که خیلی جوشی است و سریع عصبانی می‌شود.
فُلی نابفهٔ سنتور و مشاور فنی پلیس زیرزمین است. او مبتلا به بیماری روانی پارانویا است و هالی بهترین دوستش است. به خورهٔ کامپیوتر معروف است و با اختراعات فراوانش از جمله تکنولوژی ایست زمانی، از مهم‌ترین افراد پلیس زیرزمین است.
مالچ دیگامز دورف مبتلا به جنون دزدی و فردی شوخ‌طبع است. او به خاطر دستبرد زیاد از انسانها، جادویش را از دست داده.

## آرتمیس فاول در ایران
آرتمیس فاول و گروگانگیری اولین بار در سال ۱۳۸۲ توسط نشر افق با قطع پالتویی و ترجمهٔ شیدا رنجبر منتشر شد.

## نقد و انتقادات
آرتمیس فاول و گروگانگیری با نقد و انتقادات مثبت و تحسین جهانی روبرو شد. همان‌طور که نیویورک تایمز، ساندی نیوز، آبزِروِرز و فروشگاه اینترنتی آمازون بسیار از این کتاب تعریف کردند، یو اِس اِی تودِی، با این که در مورد جلدهای بعدی دیدگاه مثبتی داشته، با دید بسیار منفی ای جلد نخست این مجموعه را نامناسب برای نوجوانان دانسته، اما با گذر مجموعه و مثبت شدن شخصیت آرتمیس، از آن به نام کتابی خنده دار، سرشار از فناوری و مناسب برای نوجوانان یاد شد.

## کُدها
در نسخهٔ انتشارات پافین بوکز، در پایین هر صفحه علامت‌هایی است که از نظر فانتزی، زبان اجنه‌است، گرچه خود کالفر هم گفته‌است که این کُدها چیزی جز یک فونت نیست اما باعث پیچیدگی کتاب می‌شود. ترجمه این علامت‌ها -زبان اجنه- در هر جلد متفاوت است و در این کتاب، دربارهٔ شخصیتی به نام اُهم است.

## اقتباس از این کتاب
در سال ۲۰۰۷ ایدهٔ ساخت فیلم این جلد و جلد دوم مطرح شد. و تاکنون خبری از ساخت آن به صورت جدی نیست. کالفر به شوخی در یکی از مصاحبه‌هایش گفته‌است که فلیم آرتمیس فاول دو هقته بعد از مرگم بیرون می‌آید.
این فیلم در سال ۲۰۲ منتشر شد.